# Błonia (Krakov)

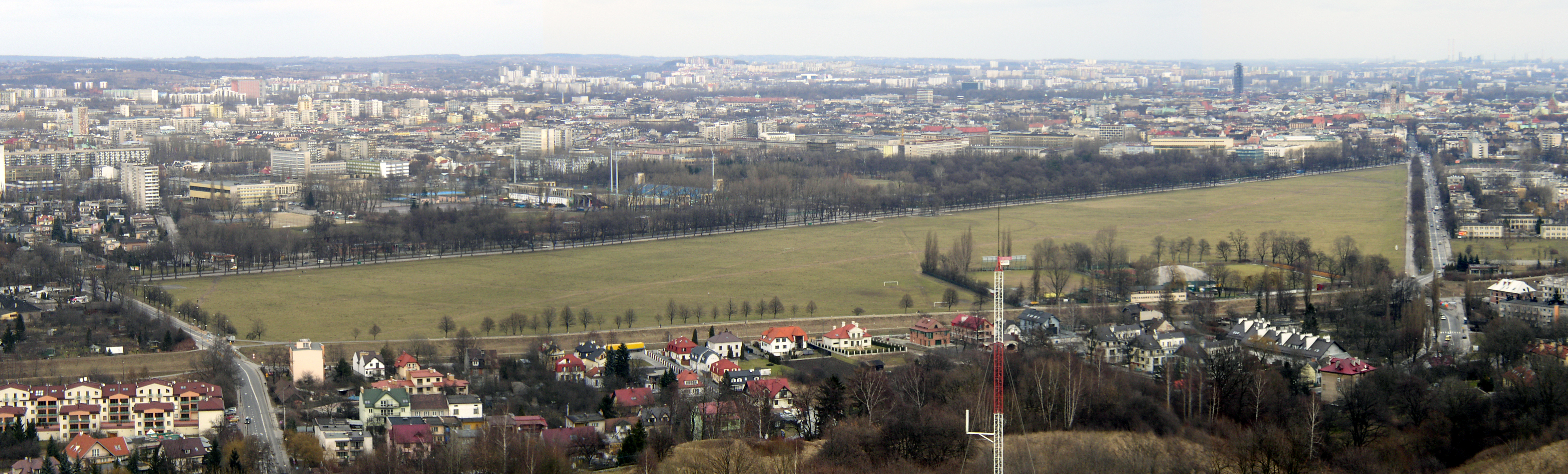
Pohled na Błonia z Kościuszkovi mohyly

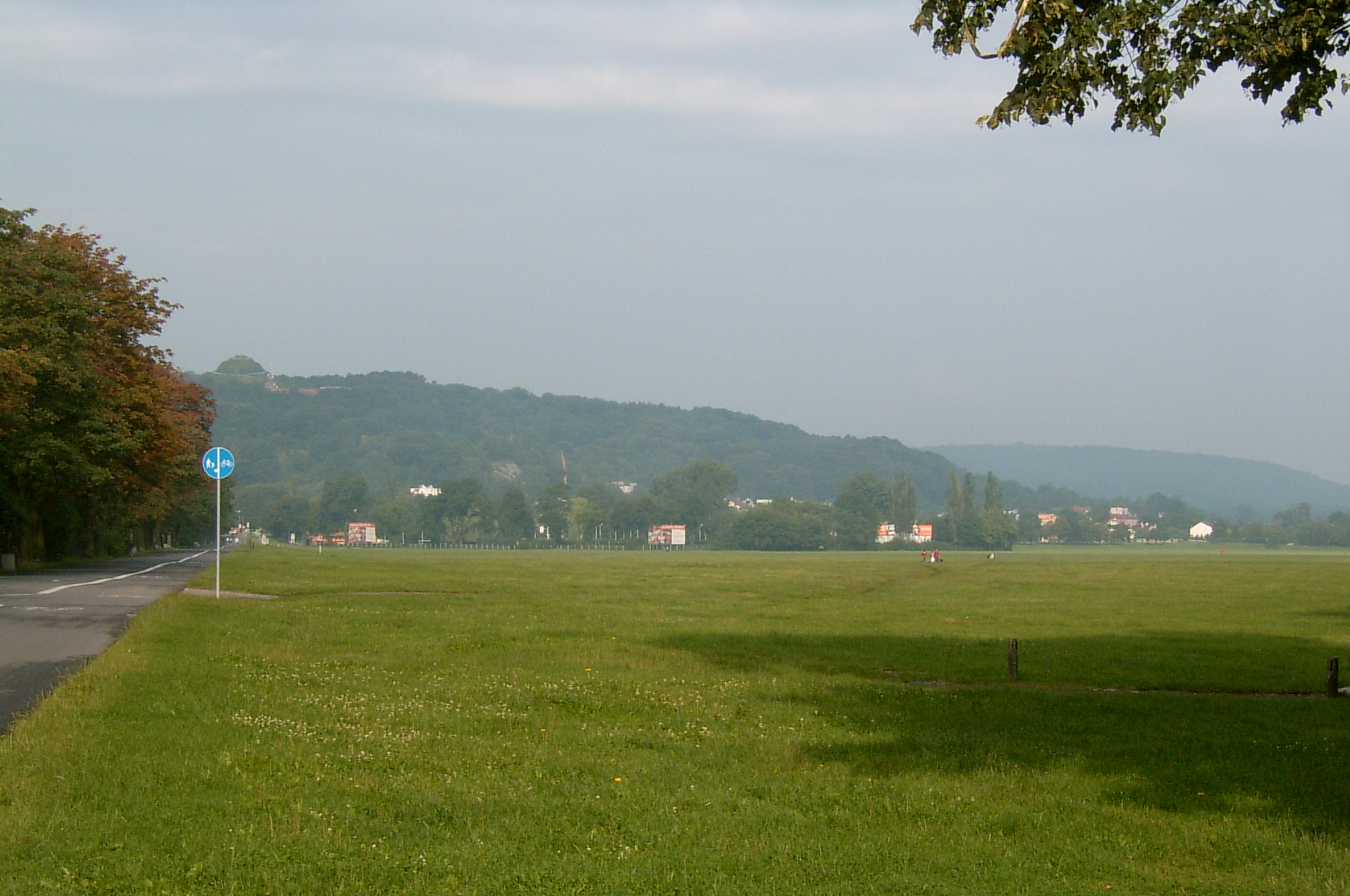
Pohled směrem k Kościuszkově mohyle

Błonia jsou louky, která se nachází v historickém centru polského města Krakov v Malopolském vojvodství. Mají rozlohu 48 ha a je pozůstatkem dřívějšího mnohem rozsáhlejšího parku.

## Historie
První zmínka pochází z roku 1162. Tehdy šlechtic Jaksa z Miechowa daroval louku, ležící mezi vesnicemi Zwierzyniec a Łobzów klášteru premonstrátů v Krakově, aby tak získal požehnání před poutí do Svaté země.
V roce 1366 vyměnili premonstráti toto území s městem za dům ve Floriánské ulici, s podmínkou, že jej budou moci obyvatelé Krakova využívat jako pastvinu.
Dnes používaný název Błonia se objevil poprvé v roce 1402.
Do 19. století byly Błonia velmi zanedbanou částí města. Řeka Rudawa, která přes ně protékala se každým rokem vylévala ze svých břehů a způsobovala záplavy. Na ostrůvcích této řeky byly během epidemií cholery ukládáni umírající.
Teprve po vysušení území se Błonia staly místem veřejných shromáždění. V roce 1809 zde proběhla vojenská přehlídka ku příležitosti narozenin Napoleona.
V roce 1910 odstartovalo z parku první letadlo v Krakově. Šlo o letoun firmy Bleriot řízený rakouským inženýrem Hieronimusem.
Park je místem různých výročních akcí a shromáždění. K významným patří např. oslava 500 let od bity u Grunwaldu v roce 1910, oslava vítězství Jana III. Sobieského u Vídně v roce 1933 nebo návštěvy papežů Jana Pavla II. (v letech 1979, 1983, 1997 a 2002), Benedikta XVI (2006) a Františka (2016). Při mši svaté v roce 2002 se zde shromáždilo okolo 2,5 miliónu věřících.
Konají se zde také koncerty - např. v roce 2008 - koncert Céline Dion.
Okolo parku jsou postaveny stadiony krakovských fotbalových klubů - Wisła Kraków, Cracovia, Juvenia Kraków